# Bailliage d'Arques-la-Bataille
Le Bailliage d'Arques-la-Bataille appelé aussi bailliage d'Henri IV est un monument de Arques-la-Bataille construit au XIIIe siècle et reconstruit au XVe siècle. C'est le seul bailliage persistant sur le territoire de l'actuelle Seine-Maritime au début du XXIe siècle.

## Localisation
Le bailliage est situé place Desceliers.

## Histoire
Le bailliage, construit au XIIIe siècle, est détruit par les troupes de Charles le Téméraire. Il est rebâti à la fin du règne de Louis XI.
L'édifice est inscrit aux monuments historiques par un arrêté du 14 avril 1930 : les façades et les toitures font l'objet de la mesure de protection. 

## Architecture
L'édifice est en briques et silex.